# Ludvig Ferdinand Holmberg
Ludvig Ferdinand Holmberg, född 22 april 1826 i Köpenhamn, död där 21 december 1897, var en dansk ingenjör.
Holmberg började studera vid Polyteknisk Læreanstalt 1845 efter att ha genomgått anstaltens verkstäder, tog året därpå lantmäteriexamen och 1849 examen i mekanik. Därefter studerade han kemi under ett år, blev 1851 assistent vid Köpenhamns hamnväsende, där han kom att medverka vid ombyggnaden av Langebro och Stormbroen. År 1852 avancerade han till hamnbyggmästare, en post på vilken han efter dåtida förhållanden kom att utföra tämligen omfattande arbeten (bland annat Prinsens Bros ombyggnad, utfyllnaden av kanalen längs Sankt Annæ Plads samt byggandet av ångbåtsbron vid Qvæsthuusgade och av kajerna vid Nordre Toldbod). 
Vid denna tidpunkt fanns ännu ej någon undervisning i de allmänna tekniska ämnena vid Polyteknisk Læreanstalt, men då denna brist blev allt mer påträngande, kunde man genom frivilliga gåvor anställa en lärare i dessa ämnen och till denne plats valdes Holmberg. Av denna anledning företog han en studieresa, främst till Frankrike, där han en tid studerade vid École nationale des ponts et chaussées, varefter han besåg hamnarbetena vid de franska kusterna och en tid arbetade hos Alphonse Oudry med brokonstruktioner. 
I slutet av 1857 inledde Holmberg undervisningen (året därpå beviljade staten de nödvändiga medlen till platsen) i markarbete, grundläggning, väg- och järnvägsbyggnad, brobyggnad, vattendragsreglering och kanalbyggnad, bevattning och dränering, hamnbyggnad och dikesbyggnad, men tvingades även att till 1860 fortsätta som hamnbyggmästare och därefter som docent i teckning samt jord- och vattenbyggnadslära vid Landbohøjskolen (till 1883). 
Förutom sin lärarverksamhet var Holmberg 1856–90 meddirektör för de Massmannska söndagsskolorna, 1868–93 medlem av borgarrepresentationen i Köpenhamn, från 1872 medlem av hamnrådet, 1861–65 ordförande i Industriforeningen, 1881–95 vice ordförande och från 1895 ordförande i Teknisk Forening. Han utförde även vissa arbeten som privatingenjör (projekt till ombyggnad av Flensburgs och Faxe hamnar). Men hans huvudverksamhet och den, i vilken han inlade sig störst förtjänst, var dock organiserandet av ingenjörsundervisningen vid Polyteknisk Læreanstalt. År 1871 fick han fast anställning (1869 titulär professor), och ämnets stora omfattning och den starka utvecklingen på detta område, var han likväl till 1892 den enda läraren på området. Nämnda år företogs en delning, varvid Holmberg behöll sin egentliga specialitet, vattenbyggnadsämnena.